# Маков, Сергей Николаевич
Сергей Николаевич Маков (8 января 1954, Тумьюмучаш, Марийская АССР) — марийский композитор и педагог, член Союза композиторов СССР (1982), лауреат премии Марийского обкома комсомола имени Олыка Ипая (1984), лауреат Государственной премии имени Дмитрия Шостаковича Союза композиторов СССР (1989), Заслуженный деятель искусств Марийской АССР (1991), лауреат Государственной молодёжной премии имени И. С. Палантая (1995).

## Биография
С семи лет обучался в музыкально-художественной школе-интернате № 1 города Йошкар-Олы по классу скрипки.
В пятом классе начал сочинять музыку (под руководством П. М. Двойрина). Продолжил музыкальное образование на теоретическом отделении Йошкар-Олинского музыкального училища имени И. С. Палантая. Одновременно занимался композицией у И. Н. Молотова.
С 1972 по 1977 год учился в Казанской государственной консерватории в классе композиции профессора А. Б. Луппова.
С 1977 года преподавал теоретические дисциплины в музыкальном училище имени И. С. Палантая.
В 1983—1988 годах был уполномоченным марийского отделения Музыкального фонда СССР.
С 1995 по 2001 — председатель Союза композиторов Республики Марий Эл. Свои знания и опыт передает подрастающему поколению — ведёт класс композиции в Национальной президентской школе-интернате № 1 для одарённых детей и теоретические дисциплины в Республиканском колледже культуры и искусств.
Творческая деятельность Макова чрезвычайно плодотворна. Он создает множество произведений, отличающихся большим жанровым разнообразием. Является основоположником марийской оратории («Я от радости пою» на слова Йывана Кырли). Среди его сочинений — пассакалия и фуга для симфонического оркестра, скрипичный концерт, кантата, струнное трио, вариации, многочисленные вокальные циклы, эстрадные песни, музыка к спектаклям. Но самое значительное место в его творчестве отводится музыке для детей. Это и музыкальные сказки, и хоры, и песни, и инструментальные пьесы. В 1985 году вышел в свет сборник песен для детского сада «Волгыдо пайрем» («Светлый праздник»), а в 1992 и 1994 годах — «Ший оҥгыр» («Серебряный колокольчик») совместно с В. Захаровым.
В 1987 году С. Маков и Е. Петриченко составили программу по музыке и музыкальную хрестоматию для I—IV классов общеобразовательных школ республики.
С. Маков — постоянный участник Всероссийских фестивалей детской песни «Композиторы России — детям».